# گارلی
گارلی (انگلیسی: Garelli Motorcycles) شرکت موتورسیکلت‌سازی ایتالیایی است، که در سال ۱۹۱۹ تأسیس شد.